# Samtse
Samtse est l'un des 20 dzongkhags qui constituent le Bhoutan. Il est divisé en 16 gewog.

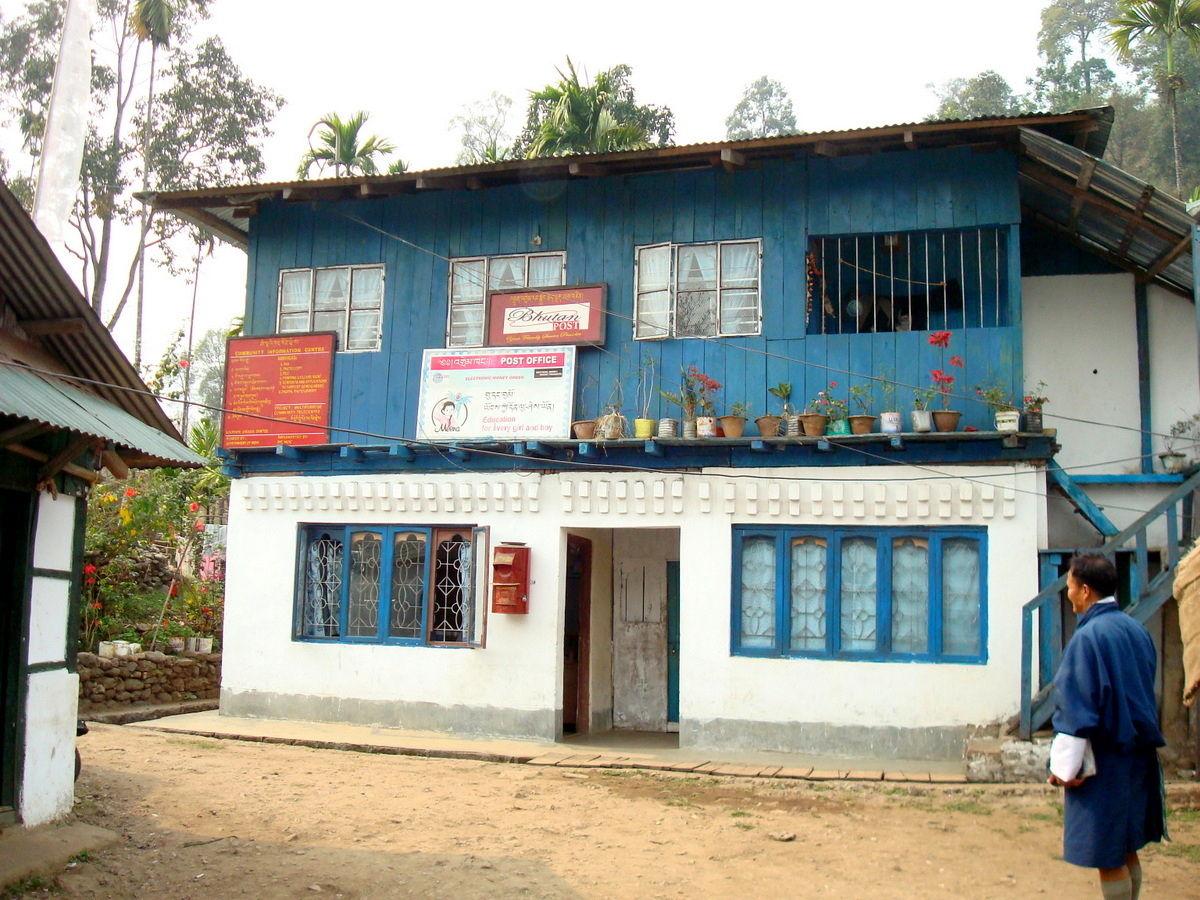
Un bureau de poste à Sibsu

1.   Bara 

2.   Biru 

3.   Charghary 

4.   Chengmari 

5.   Denchukha 

6.   Dorokha 

7.   Dungtoe 

8.   Ghumauney 

9.   Lehereni 

10. Mayona 

11. Nainital 

12. Pagli 

13. Samtse 

14. Sipsu 

15. Tading 

16. Tendu 

## Représentation à l'Assemblée nationale
Le district comporte quatre circonscriptions législatives. Les députés actuels sont Ugyen Lama, Dina Nath Dungyel, Sangay Khandu et Dimple Thapa, tous issus du PDP.
| Code   | Nom                    | Electeurs enregistrés |
| ------ | ---------------------- | --------------------- |
| NA1201 | Dophuchen Tading       | 12 536                |
| NA1202 | Phuentshogpelri Samtse | 10 229                |
| NA1203 | Tashichhoeling         | 12 376                |
| NA1204 | Ugyentse Yoeseltse     | 9 186                 |

| Élection  | Circonscription | Circonscription | Circonscription   | Circonscription | Circonscription | Circonscription   | Circonscription | Circonscription | Circonscription      | Circonscription | Circonscription | Circonscription      |
| Élection  | NA1201          | NA1201          | NA1201            | NA1202          | NA1202          | NA1202            | NA1203          | NA1203          | NA1203               | NA1204          | NA1204          | NA1204               |
| Élection  | Parti           | Parti           | Député            | Parti           | Parti           | Député            | Parti           | Parti           | Député               | Parti           | Parti           | Député               |
| --------- | --------------- | --------------- | ----------------- | --------------- | --------------- | ----------------- | --------------- | --------------- | -------------------- | --------------- | --------------- | -------------------- |
| 2008      |                 | DPT             | Thakur S Powdyel  |                 | DPT             | Prahlad Gurung    |                 | DPT             | Durga Prasad Chhetri |                 | DPT             | Lila Pradhan         |
| 2013      |                 | PDP             | Tek Bahadur Subba |                 | PDP             | Dina Nath Dungyel |                 | PDP             | Ritu Raj Chhetri     |                 | PDP             | Madan Kumar Chhetri  |
| 2018      |                 | DNT             | Loknath Sharma    |                 | DNT             | Ganesh Ghimiray   |                 | DNT             | Dil Maya Rai         |                 | DNT             | Dinesh Kumar Pradhan |
| 2023-2024 |                 | PDP             | Ugyen Lama        |                 | PDP             | Dina Nath Dungyel |                 | PDP             | Sangay Khandu        |                 | PDP             | Dimple Thapa         |